# هيلاليا يوهانس
هيلاليا لوكيكو يوهانس (من مواليد 13 أغسطس 1980)، هي عداءة مسافات طويلة ناميبية متخصصة في الماراثون، وفي سن 39 عامًا، حصلت على الميدالية البرونزية في بطولة العالم في الماراثون. ومثلت بلادها في أولمبياد بكين 2008، وأولمبياد لندن 2012، وألعاب الكومنولث 2018، وفازت بميداليات في بطولة العالم، والألعاب العسكرية العالمية، وألعاب عموم أفريقيا وفي ألعاب الكومنولث 2018.

## سيرة شخصية
ولدت في قرية أوشالي في إقليم أوشانا. لقد فازت خمس مرات بسباق نصف ماراثون المحيطين وتحمل الرقم القياسي الحالي وهو 01:10:29.
ظهرت لأول مرة على المستوى الدولي في بطولة العالم للعدو الريفي لعام 2005، حيث احتلت المركز 80 في السباق الطويل للسيدات. واحتلت المركز الخامس في نصف الماراثون في دورة الألعاب الجامعية الصيفية لعام 2007 وأكملت نفس الإنجاز في دورة ألعاب عموم أفريقيا 2007. كما شاركت في ماراثون دبلن في ذلك العام، وحصلت على المركز الرابع.
ركضت وقتًا تأهيليًا (2:37:00) قدره 2:33:06 ساعة في ماراثون سيول الدولي في مارس 2008، الذي أهلها لدورة الألعاب الأولمبية الصيفية لعام 2008. وقد احتلت المركز الأربعين في التصنيف العالمي لسباق الماراثون الأولمبي. ومثلت بلدها مرة أخرى على المسرح العالمي في بطولة العالم لألعاب القوى 2009 لكنها احتلت المركز 56 في وقت بطيء قدره 2:50:19 ساعة. وعادت في ماراثون دبلن وحصلت على المركز الثاني. في العام التالي، قدمت أحد أفضل عروضها الدولية، حيث احتلت المركز السادس عشر في بطولة العالم لألعاب القوى لنصف الماراثون 2010.
في ديسمبر 2020، حطمت الرقم القياسي الخاص بها في الماراثون الوطني، حيث احتلت المركز الثالث في ماراثون فالنسيا بزمن قدره 2:19:52؛ وبهذا الإنجاز أصبحت ناميبيا ثالث دولة أفريقية تكسر حاجز الرقم القياسي 2:20 في ماراثون السيدات بعد كينيا وإثيوبيا.

## الإنجازات
| العام        | المسابقة                                      | المكان                | المركز       | حدث          | ملاحظة                                                              |
| تمثل ناميبيا | تمثل ناميبيا                                  | تمثل ناميبيا          | تمثل ناميبيا | تمثل ناميبيا | تمثل ناميبيا                                                        |
| ------------ | --------------------------------------------- | --------------------- | ------------ | ------------ | ------------------------------------------------------------------- |
| 2008         | ألعاب القوى في الألعاب الأولمبية الصيفية 2008 | بكين، الصين           | 40th         | ماراثون      | ألعاب القوى في الألعاب الأولمبية الصيفية 2008 – سيدات ماراثون ‏      |
| 2011         | ألعاب عموم أفريقيا ‏                           | مابوتو، موزمبيق       | 3rd          | نصف ماراثون  | 1:11:12                                                             |
| 2012         | ألعاب القوى في الألعاب الأولمبية الصيفية 2012 | لندن، بريطانيا العظمى | 12th         | ماراثون      | ألعاب القوى في الألعاب الأولمبية الصيفية 2012 – سيدات ماراثون ‏ (PB) |
| 2013         | بطولة العالم لألعاب القوى 2013                | موسكو                 | DNF          | ماراثون      | بطولة العالم لألعاب القوى 2013 – ماراثون سيدات ‏                     |
| 2018         | ألعاب الكومنولث ‏                              | غولد كوست، أستراليا   | 1st          | ماراثون      | 2:32:40                                                             |
| 2019         | بطولة العالم لألعاب القوى 2019                | الدوحة، قطر           | 3rd          | ماراثون      | 2:34:15                                                             |
| 2021         | ألعاب القوى في الألعاب الأولمبية الصيفية 2020 | سابورو                | 11th         | ماراثون      | ألعاب القوى في الألعاب الأولمبية الصيفية 2020 – ماراثون السيدات     |

## روابط خارجية
- هيلاليا يوهانس على موقع الاتحاد الدولي لألعاب القوى (الإنجليزية)
- هيلاليا يوهانس على موقع اللجنة الأولمبية الدولية (الإنجليزية)
- هيلاليا يوهانس على موقع أوليمبيديا (الإنجليزية)
- هيلاليا يوهانس على موقع اتحاد ألعاب الكومنولث (مؤرشف) (الإنجليزية)
- هيلاليا يوهانس على موقع دورة ألعاب الكومنولث 2014 (مؤرشف) (الإنجليزية)